# Gymnázium Nový Jičín
Gymnázium Nový Jičín je gymnázium, jehož zřizovatelem je Moravskoslezský kraj. Na škole se vyučuje studijní obor Gymnázium všeobecné čtyřleté (79-41-K/401) a Gymnázium všeobecné šestileté (79-41-K/601).
Nejvíce žáků školy studuje obor Čtyřleté gymnázium (8 z 14 tříd). Dále na škole existuje 6 tříd šestiletého gymnázia (tento obor přibyl na škole v září 2006). Studium je ukončeno maturitou.

## Budova školy
Budova školy je postavena ve svahu nad ulicí Palackého. Ke škole vede z Palackého ulice veliké schodiště, které je typické pro celkový vzhled budovy a dostalo se i do loga školy. Směrem od školy vede ulice Jiráskova, která malým mostem překonává potok Grasmanku a poté stoupá rovně do kopce až ke Smetanovým sadům. Školní budova je tvořena centrální částí a dvěma symetrickými křídly. Před centrální částí stojí symetricky dvě menší bytové stavby (k ubytování zaměstnanců). Škola má suterén, dále 3 podlaží a nad nimi ještě půdu (slouží jako skladiště). Přízemí a 2. patro jsou průchozí po celé délce školy, 1. patro a suterén nikoliv. Je to pozůstatek z historie – školy totiž původně byly dvě a byly odděleny. Budova je vybavena bezbariérovým přístupem. Za budovou se nachází školní hřiště.

## Novodobá historie školy
V roce 2002 byla někdejší ředitelka vystřídána ve funkci Mgr. Milanem Bortelem. V tomtéž školním roce rovněž vzniklo společné uskupení pedagogů TV a studentů s názvem "Outdoor adventure", které začalo připravovat volnočasové aktivity zejména pro studenty. Na škole je také od února 2005 znovu obnovena tradice smíšeného sborového zpěvu, těleso s názvem Puellae et Pueri zakládali učitelé HV. Ve školním roce 2005/06 s novým školským zákonem vstoupil v platnost také nový školní řád. V následujícím školním roce 2006/07 bylo v rámci projektu Moravskoslezského kraje a za přispění EU ve škole zřízeno Komunitní vzdělávací centrum. Centrum nabízí vzdělávání občanům města, bez rozdílu věku, vzdělání a pohlaví.
V únoru 2007 byl Mgr. Milan Bortel rozhodnutím Rady Moravskoslezského kraje odvolán z funkce ředitele. Dočasným vedením školy byla pověřena dosavadní zástupkyně školy, paní RNDr. Jitka Hanzelková. Ve své funkci setrvala 3 roky. V letech 2006–2011 byly realizovány či nastartovány projekty, například modernizace některých učeben nebo zabezpečení školního hřiště (2006 – SIPVZ – Státní informační politika ve vzdělávání, podzim 2009 – MOSS 1, Učitelé pro zítřek, Moderní inovativní metody v mediální výchově, výchově ke zdraví a výuce cizích jazyků, v dalších letech pak projekty MOSS 2,3 aj.). Na podzim 2009 se uskutečnilo výběrové řízení na ředitele školy. Na základě výsledků výběrového řízení vybrala rada kraje Zbyňka Kubičíka. Do funkce ředitele nastoupil 1. února 2010. Zbyněk Kubičík v minulosti na novojičínském gymnáziu působil jako učitel a do roku 2004 také jako zástupce ředitele.